# Kirifuri
 (août 2025).
Si vous disposez d'ouvrages ou d'articles de référence ou si vous connaissez des sites web de qualité traitant du thème abordé ici, merci de compléter l'article en donnant les références utiles à sa vérifiabilité et en les liant à la section « Notes et références ».

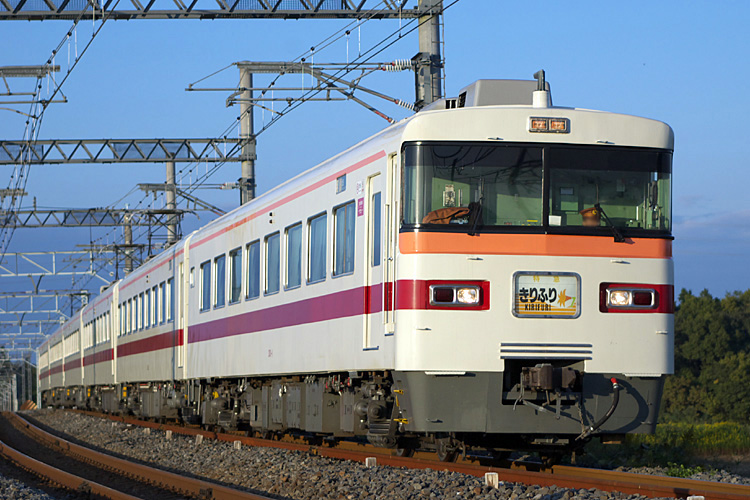
Kirifuri.

Le Kirifuri (きりふり) est un train express exploité par la compagnie Tobu Railways. Le début d'exploitation date du 18 mars 2006, et la fin de service date du 6 mars 2022.

## Synopsis
(septembre 2022).
Le contenu est difficilement compréhensible vu les erreurs de traduction, qui sont peut-être dues à l'utilisation d'un logiciel de traduction automatique.
En mars 2006, la ligne Isesaki et la ligne Nikko avaient trois trains express: le Kirifuri, le Yunosato et le Shimotsuke, mais dans la révision de l’horaire de la même année, ces trains ont été incorporés dans des trains express limités. Cependant, la structure tarifaire était la même que celle du train express, et il était considéré comme moins cher que le même express limité Kegon. Au moment de la conversion express limitée, le Yunosato est devenu un train temporaire, et seuls le Kirifuri et le Shimotsuke ont été exploités régulièrement même si le nombre de trains a été réduit. Cependant, ce dernier a été aboli en 2020, et le premier a également été complètement aboli avec la révision du calendrier en 2022.

## Galerie

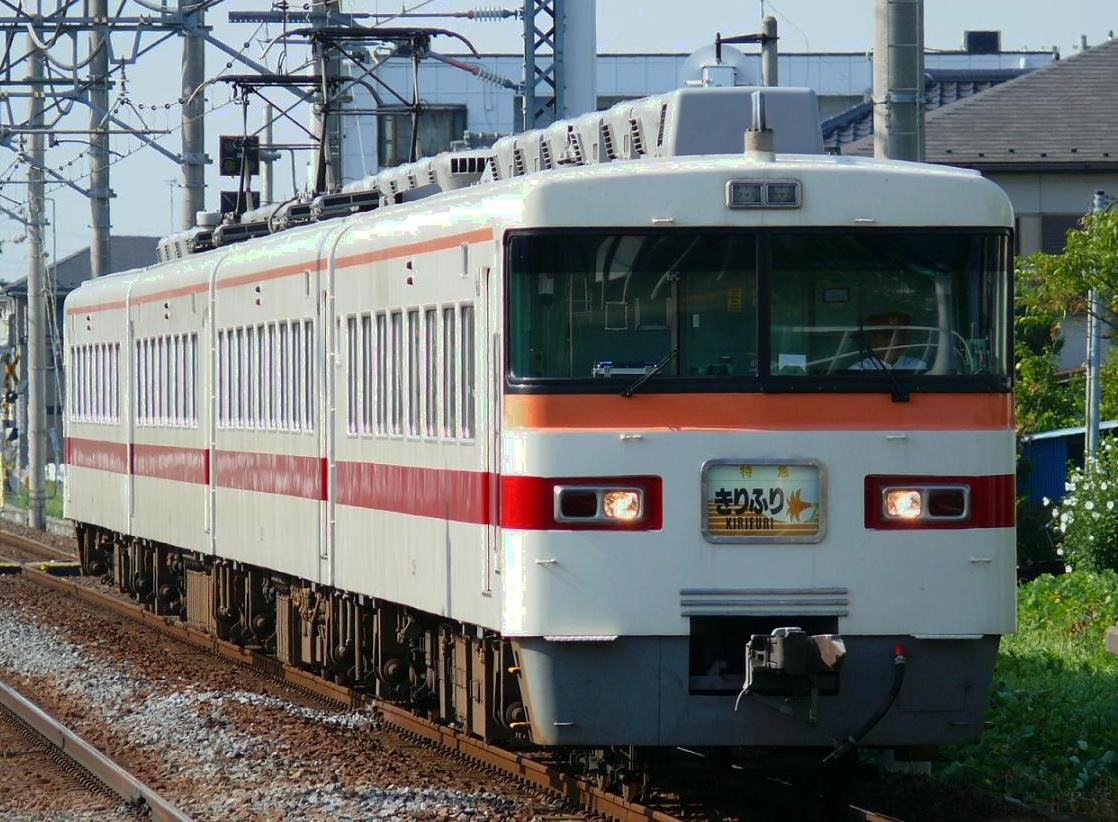
Fichier:Tobu-Express"Kirifuri".JPG
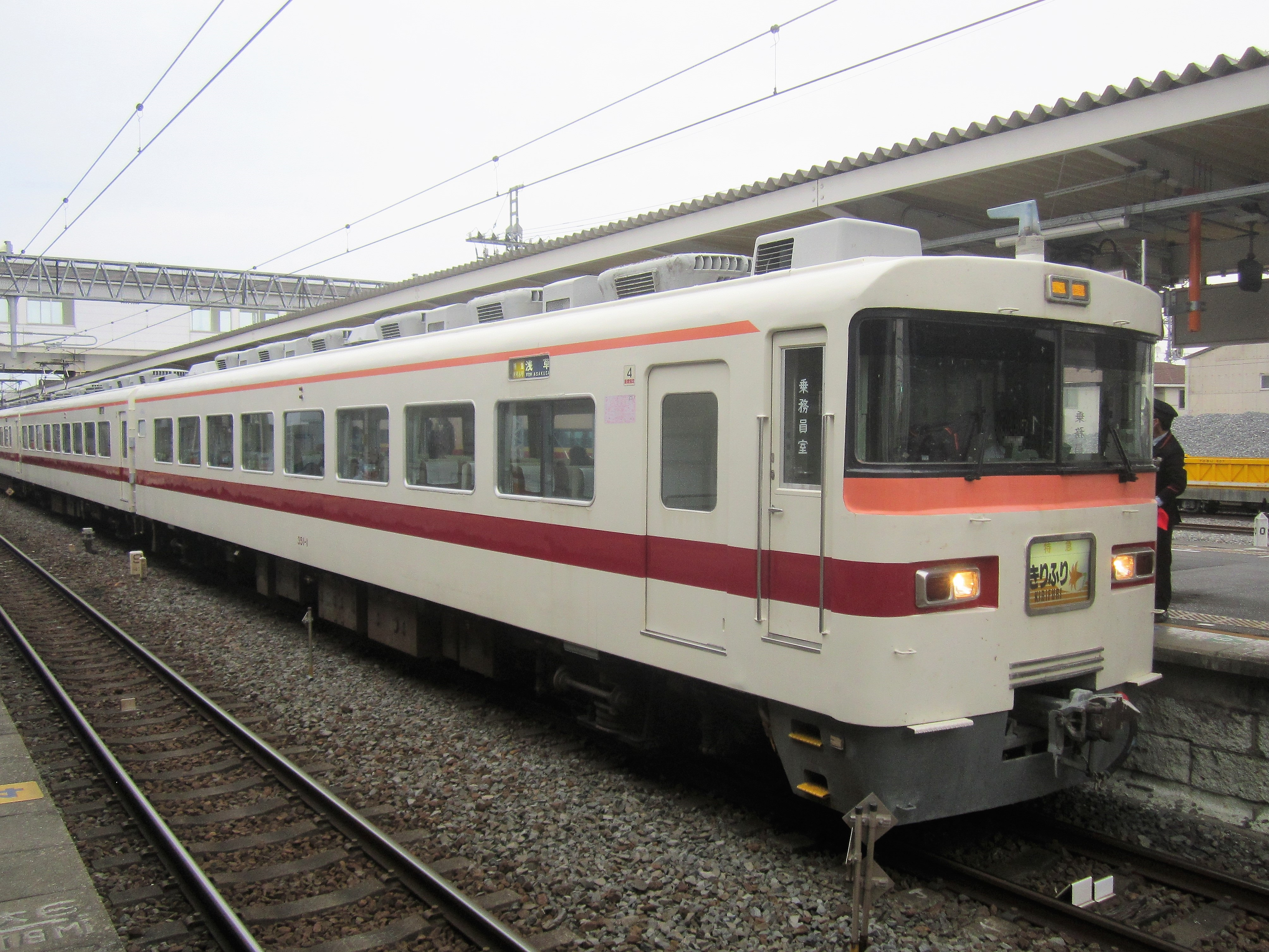
Fichier:Tobu 351-1 Kirifuri at Shin-Tochigi Station.jpg
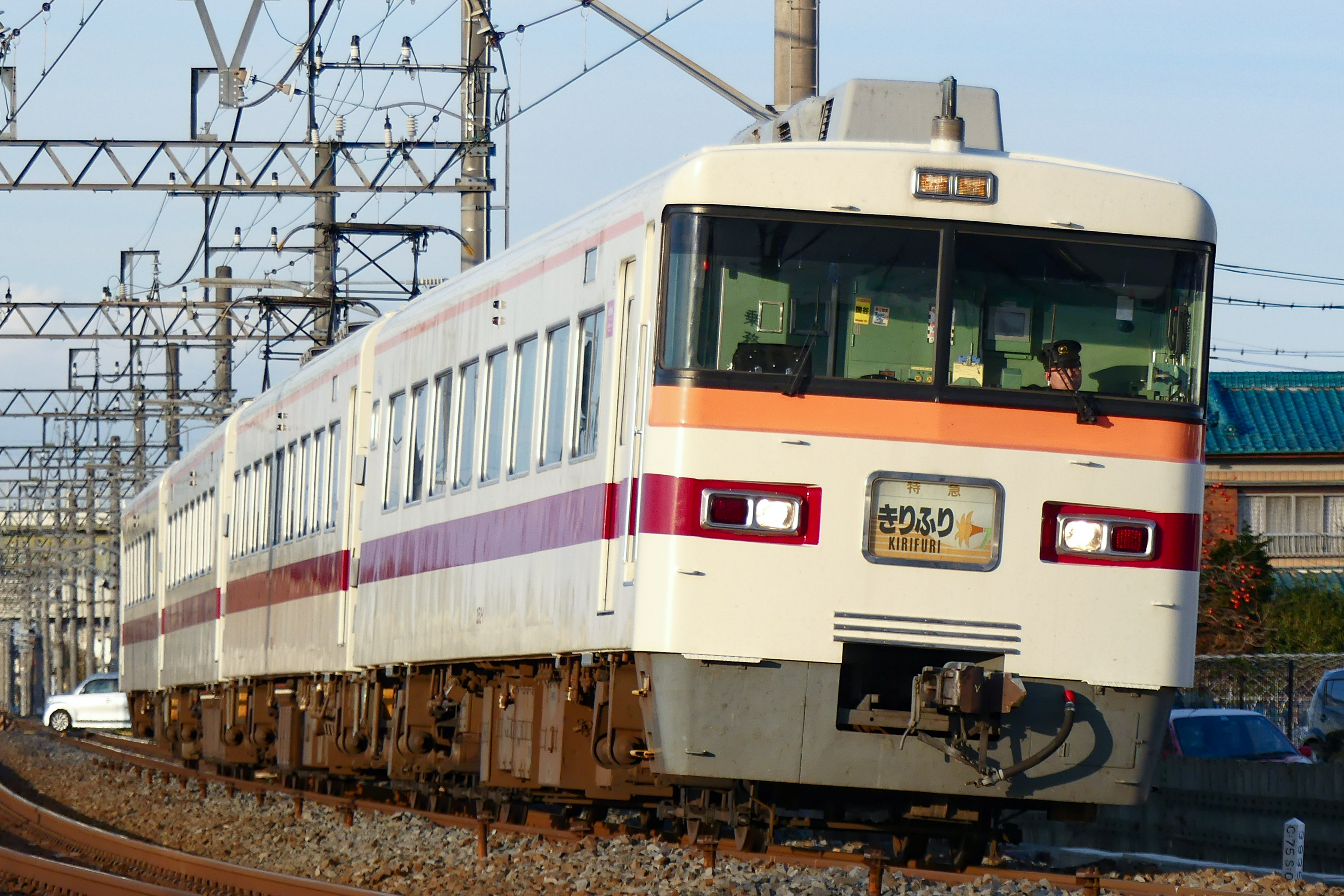
Fichier:Tobu-Series350 Kirifuri.jpg
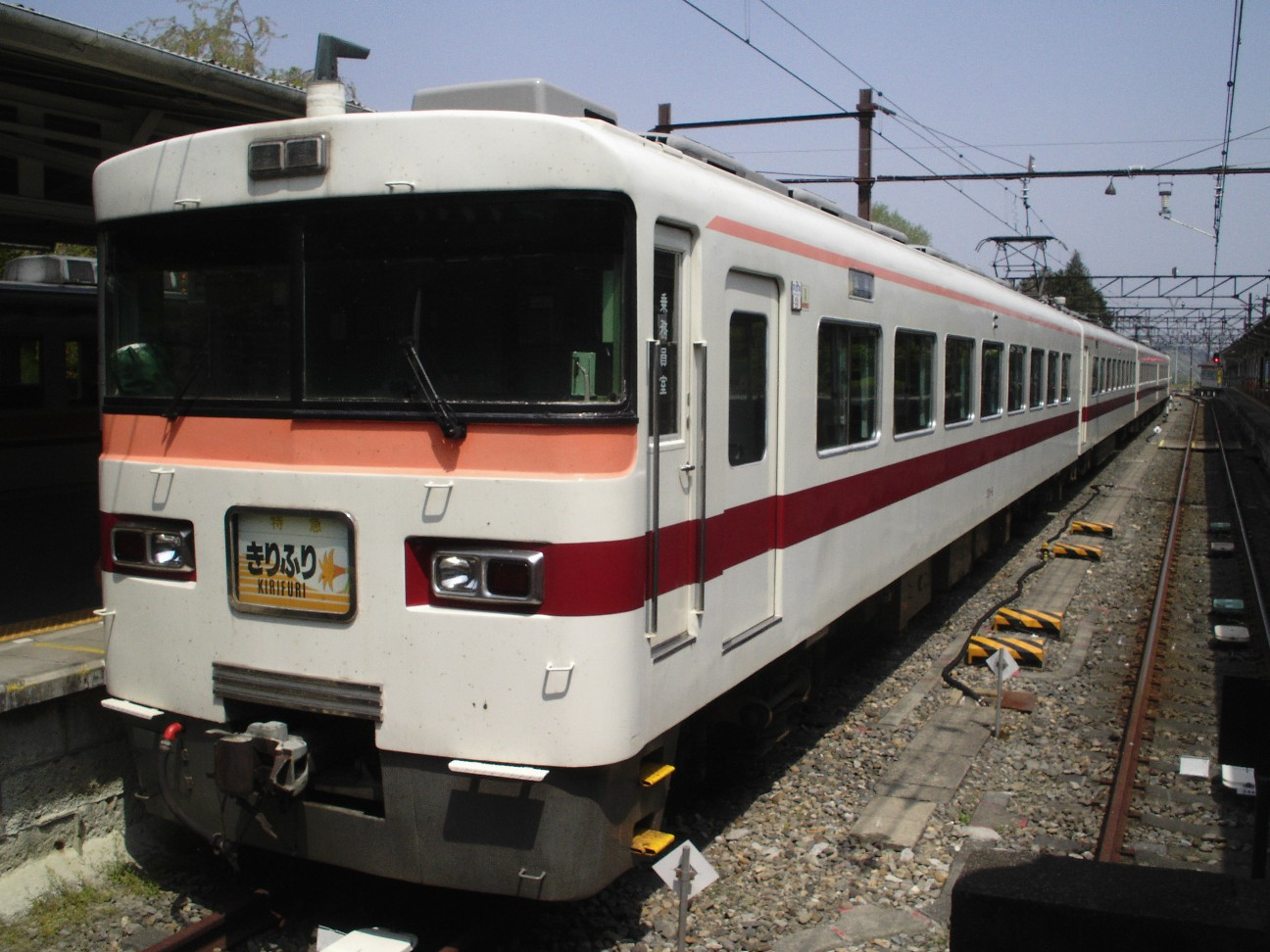
Fichier:To-bu300kirifuri.JPG
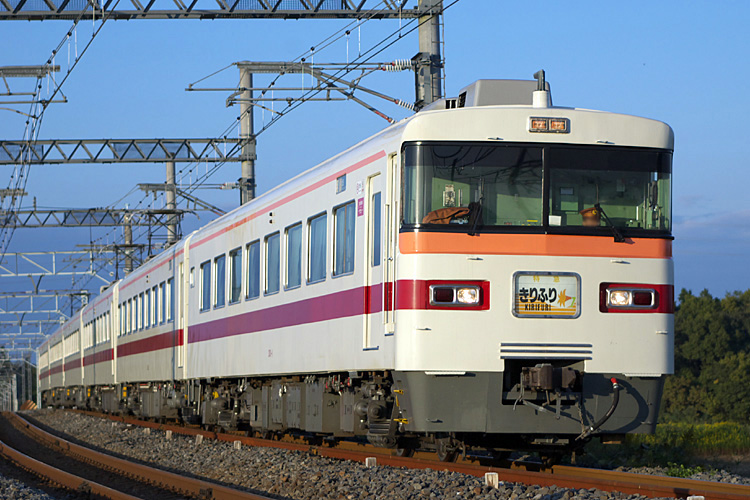
Fichier:Tobu Railway 300 Limited Express Kirifuri.jpg
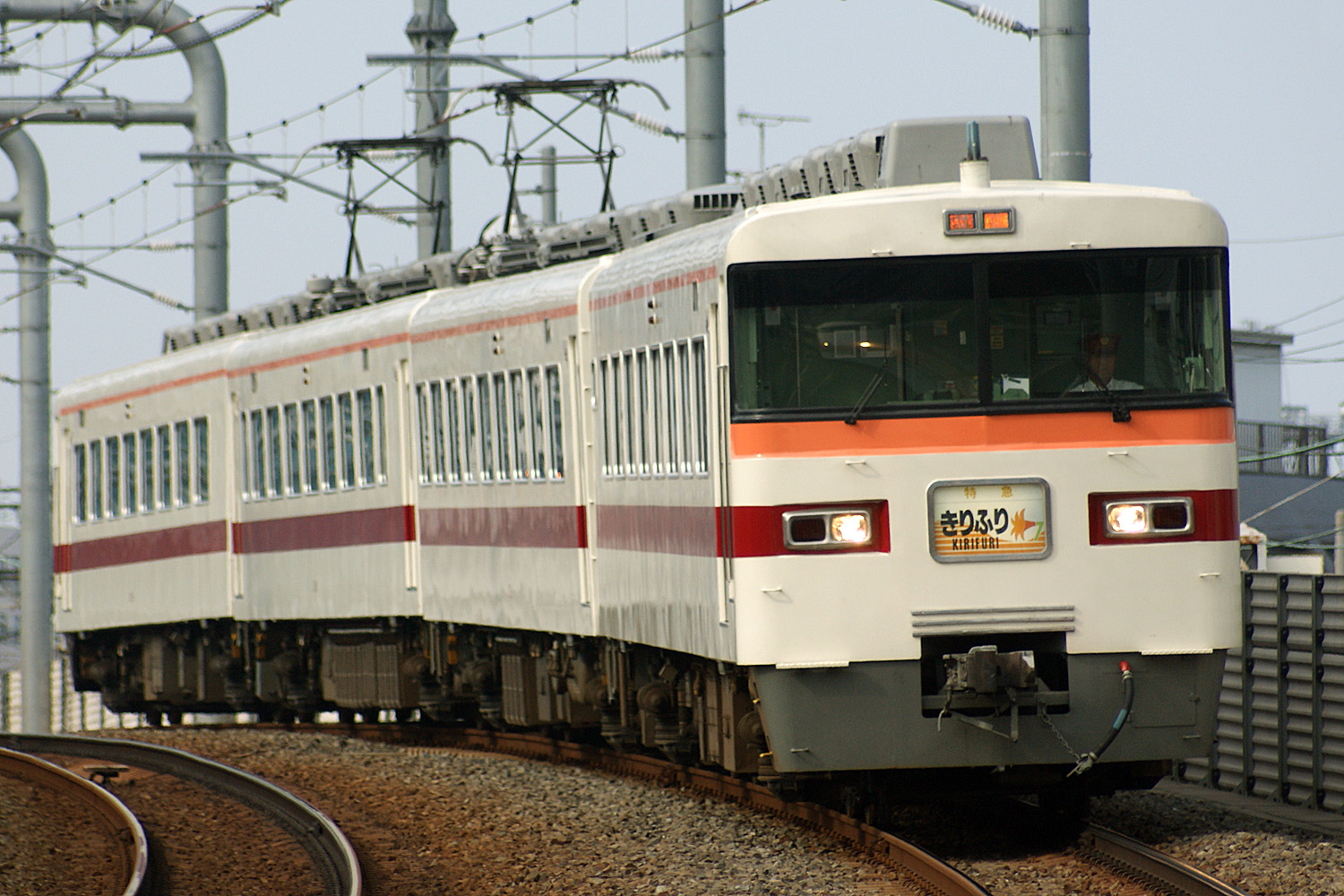
Fichier:Tobu Railway 350 Limited Express Kirifuri.jpg